# Hippopotamyrus weeksii
Hippopotamyrus weeksii es una especie de pez elefante eléctrico perteneciente al género Hippopotamyrus en la familia Mormyridae presente en la cuenca hidrográfica africana del río Congo. Es nativa de la República Democrática del Congo; y puede alcanzar un tamaño aproximado de 14,0 cm.

## Estado de conservación
Respecto al estado de conservación, se puede indicar que de acuerdo a la IUCN, esta especie puede catalogarse en la categoría «Preocupación menor (LC)».